# Мольнар Михайло Ілліч
Мольнар Михайло Ілліч (4 листопада 1930, Велика Чингава, нині с. Боржавське — 26 жовтня 2006) — чеський і словацький літературознавець, україніст. Чоловік Марії Мундяк і Лариси Мольнар.

## Біографія
Народився 4 листопада 1930 р. у с . Велика Чингава, нині с. Боржавське Виноградівського району на Закарпатті. Закінчив Празький університет (1955), потім аспірантуру Київського університету (1957). З 1974 р. працює старшим науковим співробітником Літературознавчого інституту Словацької Академії наук (Братислава).
Помер 26 жовтня 2006 року.

## Творчість
Автор праць: «Тарас Шевченко у чехів і словаків» (1961), «Словаки і українці» (1965), «Зустріч культур» (1980), «Від Влтави до Дніпра. Студії з українського літературознавства та міжслов'янських літературних взаємин» (2009), упорядник багатьох видань. Переклав чеською і словацькою мовами твори Т. Шевченка, І. Франка, Лесі Українки, О. Кобилянської, О. Довженка та ін. Лауреат премії ім. І. Франка (1992).
Окремі видання
- Мольнар М. Зустрічі культур: З чехословацько-українських взаємовідносин. — Братислава: Словацьке педагогічне видавництво в Братиславі, відділ української літератури в Пряшеві, 1980. — 542 с.
- Мольнар М. Словаки і українці: Причинки до словацько-українських літературних взаємин з додатком документів. — Братислава, 1965. — 401 с.
- Мольнар М. Тарас Шевченко у чехів та словаків. — Пряшів: Словац. пед. вид.-во, 1961. — 285 с.